# عبد الجليل كرامة الله ناصر الدين شاه
السلطان عبد الجليل كرامة الله ناصر الدين مختارم شاه ابن السلطان إدريس مرشد العزم شاه (23 أبريل 1868 - 26 أكتوبر 1918) هو سلطان فيرق التاسع والعشرين. خلال تلك الفترة، كان فيرق جزءًا من ولايات الملايو الفيدرالية.

## سيرته
ولد في 23 أبريل 1868، وهو الابن الأكبر للسلطان إدريس مرشد العزم شاه، اعتلى راجا عبد الجليل عرش فيرق عام 1916 بعد وفاة والده.

## وفاته
كان عهد السلطان عبد الجليل قصيرًا إلى حد ما واستمر فقط لمدة عامين و10 أشهر. توفي في 26 أكتوبر 1918 عن عمر يناهز الخمسين ودُفن بجوار والده الراحل في ضريح الغفران الملكي في بوكيت تشاندان. وخلفه أخوه غير الشقيق السلطان إسكندر شاه ابن السلطان إدريس مرشد العزم شاه.